# Соколов, Максим Юрьевич (государственный деятель)
Макси́м Ю́рьевич Соколо́в (род. 29 сентября 1968, Ленинград, РСФСР, СССР) — российский государственный деятель и управленец. Вице-губернатор Санкт-Петербурга с 20 декабря 2019 года по 20 мая 2022 года. С 23 мая 2022 года является президентом и генеральным директором «АвтоВАЗа».
Министр транспорта Российской Федерации с 21 мая 2012 по 7 мая 2018. Генеральный директор ПАО «Группа ЛСР» с 29 августа 2018 года по 28 июня 2020 года. Заведующий кафедрой государственного и муниципального управления Высшей школы менеджмента СПбГУ. Действительный государственный советник Российской Федерации 2-го класса.

## Образование
В 1985 году поступил на экономический факультет ЛГУ им. А. А. Жданова на отделение политической экономии. Активно занимался комсомольской работой, был комсоргом курса. В 1987—1989 гг. вынужденно прервал обучение для прохождения срочной службы в рядах Советской армии (отсрочка студентам в те годы не предоставлялась). В 1991 году окончил с красным дипломом экономический факультет ЛГУ.
В 1989—1991 годах обучался на юридическом факультете ЛГУ.

## Преподаватель высшей школы
В 1991—1993 годах преподавал историю экономических учений и макроэкономику на экономическом факультете СПбГУ.
В 2008 году защитил кандидатскую диссертацию на тему «Развитие акционерного учредительства и фондового рынка в России: 1870-х — 1914 гг.». Согласно анализу Диссернет, кандидатская диссертация Соколова содержит масштабные недокументированные заимствования из двух кандидатских диссертаций.
С 2011 года является преподавателем, заведующим кафедрой Государственного и муниципального управления Высшей школы менеджмента СПбГУ. Среди читаемых курсов — «Государственно-частные партнёрства».

## Коммерческая деятельность
В период с 1994 по 1999 годы являлся генеральным директором ЗАО «Росси».
С 1999 по 2004 годы был генеральным директором ООО «Корпорация С».
Эти компании занимались воссозданием разрушенных павильонов архитектора Росси на площади А. Н. Островского перед Александринским театром, был построен жилой дом по адресу Фонтанка, 1, новое консульство Финляндии у Спасо-Преображенского собора. После ухода Соколова на госслужбу обе компании распались.

## На государственной службе
- С 1997 года является членом Совета Ассоциации выпускников «Содружество» экономического факультета Санкт-Петербургского государственного университета.
- В 2004 году пришёл на работу в администрацию г. Санкт-Петербурга — возглавлял комитет по инвестициям и стратегическим проектам правительства города. Привлек большой пул инвесторов — автопроизводителей: TOYOTA, NISSAN, HYUNDAI, GM, а также китайских инвесторов — инвестиции в проект «Балтийская жемчужина» составили более 10 млрд долларов[5].
- 4 декабря 2009 года назначен директором департамента промышленности и инфраструктуры Правительства Российской Федерации. Работал под руководством Премьер-министра РФ — Путина В. В[5].
- В 2009 году являлся членом правительства Санкт-Петербурга, председателем Комитета экономического развития, промышленной политики и торговли. Попал в золотую сотню кадрового резерва Президента Российской Федерации.
- 21 мая 2012 года назначен министром транспорта Российской Федерации (в составе Правительства Российской Федерации, сформированном Д. А. Медведевым).
- Вице-президент «Ассоциации домостроителей и производителей строительных материалов Санкт-Петербурга и Ленинградской области».
- Вице-президент Ассоциации «Строительно-промышленный комплекс Северо-Запада».

## Министр транспорта России
21 мая 2012 года указом президента России Максим Соколов назначен на должность министра транспорта Российской Федерации.
В период его 6-летнего пребывания на посту государством и частным бизнесом осуществлён ряд значимых и масштабных проектов в отраслях автомобильного, авиационного, железнодорожного, морского и речного транспорта, а также построена новая транспортная инфраструктура. В период с 2012 по 2018 годы доля федеральных трасс в нормативном состоянии выросла до 80 %, построено и реконструировано свыше 2000 км дорог федерального значения и более 9000 км — регионального и местного значения. Количество построенных развязок к началу 2018 года составило 530. За 6 лет построено 364 моста и путепровода.
За это время реализованы крупные проекты в рамках развития транспортной отрасли страны: открыт мост через пролив Босфор Восточный (Русский мост) во Владивостоке, Западный скоростной диаметр (ЗСД) в Санкт-Петербурге. В 2018 году вводится в эксплуатацию скоростная автомобильная дорога М-11 Москва — Санкт-Петербург. Общая протяжённость трассы составит 669 км. 15 мая 2018 года открыта автомобильная часть — самого большого в России и Европе (протяжённость составляет 19 километров) — Крымского моста. В мае 2017 года началось строительство дороги «Таврида» (Р260), общая протяжённость которой составит 237,5 км. Трасса в двухполосном исполнении будет готова к концу 2018 года — от Керчи до Симферополя, а в полном объёме — четырёхполосном — заработает к 2020 году.
С 2012 по 2017 годы было принято 78 федеральных законов и более 550 постановлений Правительства России, разработанных Минтрансом России.
В 2015 году в дань традициям советского обмундирования на транспорте ввёл форменную одежду с погонами для служащих министерства. Утвердил специальный погон Министра транспорта Российской Федерации. В 2017 году утвердил новые образцы погон для служащих министерства, ввёл форму и погоны для Федерального дорожного агентства.
В новый состав правительства РФ Максим Соколов назначен не был, по мнению аналитиков, свою роль в этом сыграла критика, звучавшая в его адрес, в частности, в связи с проблемами в авиации.

## Дальнейшая карьера
В июне 2018 года Соколов избран членом совета директоров ПАО «Группа ЛСР», а в августе назначен генеральным директором компании.
С 2019 года — член Правления, первый заместитель генерального директора ПАО «Группа ЛСР». В декабре 2019 года кандидатура Соколова предложена губернатором Санкт-Петербурга Александром Бегловым на должность вице-губернатора, курирующего вопросы транспортной инфраструктуры, инвест-политики и туризма.

23 мая 2022 года вступил в должность президента и генерального директора АвтоВАЗа. Основным вызовом нового президента стал уход западных автоконцернов с российского рынка из-за военного вторжения на территорию Украины. Разрыв производственных цепочек потребовал увеличение локализации деталей, необходимых для производства автомобилей.
Когда относительно внезапно прекратились поставки компонентов, уровень локализации большинства производимых на территории нашей страны автомобилей, в том числе и тех, которые производились на АвтоВАЗе, на площадке в Тольятти или Ижевске, он, скажем так, попал под эти санкционные сложности. — Сообщил президент автоваза в интервью «Коммерсанту».
В 2024 году стал доверенным лицом кандидата в президенты России Владимира Путина.

## Критика
В 2014 году «Диссернет» выявил в диссертации Соколова заимствования на 108 страницах из 147. В 2017 году после банкротства авиакомпании «ВИМ-Авиа» Соколов получил публичное дисциплинарное взыскание от президента. Соколов выступил против льгот при введении системы «Платон» в 2015 году. Высокоскоростная железнодорожная магистраль Москва — Казань, о строительстве которой президент Путин объявил 27 мая 2013 года, так и не начала сооружаться, постановление правительства о финансировании проекта ВСМ стоимостью 1,3 трлн рублей не было подготовлено. Стоимость Крымского моста при министре транспорта Соколове выросла с 50 до 227 млрд рублей.
В декабре 2017 года вице-премьер РФ Юрий Трутнев критиковал Соколова за проблемы со строительством и реконструкцией аэропортов Дальнего Востока, из-за чего перелёты в отдалённый регион России по-прежнему финансово недоступны для большинства россиян. По данным Трутнева, из 106,1 млрд руб. более 64 млрд руб., выделенных на эти цели, «просто пропали». Эксперты газеты «Коммерсантъ» высказывали мнение, что в новое правительство России, сформированное по итогам президентских выборов 18 марта 2018 года, Соколов не войдёт (прогноз затем подтвердился), однако он рассматривался как возможный кандидат на пост губернатора Санкт-Петербурга.

## Семья и увлечения
Женат. Три сына — Максим (род. 1996), Роман (род. 1997) и Константин (род. 2005). Увлекается охотой, горными лыжами, велосипедом, теннисом и конкуром.

## Награды и звания
- Орден «За заслуги перед Отечеством» III степени (3 апреля 2024) — за большой вклад в развитие отечественного автомобилестроения и многолетнюю добросовестную работу[30]
- Медаль «За заслуги перед Республикой Карелия» (19 сентября 2019) — за высокие достижения в профессиональной деятельности и заслуги перед Республикой Карелия и ее жителями
- Знак отличия Министра транспорта Российской Федерации «За труд и пользу» (18 мая 2018)
- Знак "За заслуги в развитии ОАО «Российские железные дороги» I степени (18 мая 2018)
- Медаль Правительства Российской Федерации «Медаль Петра Столыпина» I степени (26 апреля 2018)
- Медаль «За особые заслуги перед Калужской областью» II степени (21 декабря 2017)
- Знак отличия «За заслуги перед Санкт-Петербургом» (13 сентября 2017)
- Знак отличия «За заслуги перед Москвой» (28 августа 2017)
- Медаль Минобороны России «Генерал Армии Хрулёв» (27 июля 2017)
- Медаль «За особые заслуги перед Калужской областью» III степени (12 сентября 2016)
- Медаль Минсельхоза России «За вклад в развитие агропромышленного комплекса России» (5 октября 2015)
- Медаль Совета Безопасности «За заслуги в обеспечении национальной безопасности» (15 июня 2015)
- Заслуженный работник транспорта Пензенской области (22 мая 2015)
- Медаль Минобороны России «За участие в военном параде в ознаменование 70-летия победы в ВОВ 1941—1945 гг.» (31 декабря 2014)
- Почётный знак «Совет Безопасности Российской Федерации» (29 августа 2014)
- Орден «Почёта» (21 марта 2014)
- Знак отличия «За заслуги в укреплении сотрудничества со Счётной палатой Российской Федерации» (22 февраля 2013)
- Памятный знак «230 лет Черноморскому флоту Российской Федерации» (Черноморский флот ВМФ России, 2013)
- Медаль Минобороны России «200 лет дорожным войскам» (21 сентября 2012)
- Благодарность Президента Российской Федерации (30 июня 2012) — за активное участие в избирательной кампании по выборам Президента Российской Федерации
- Нагрудный знак «Почётный работник транспорта» (3 мая 2012)
- Благодарность Президента Российской Федерации (14 июня 2010) — за заслуги в области экономики и финансовой деятельности
- Медаль Ордена «За заслуги перед Отечеством II степени» (16 апреля 2008)
- Медаль «В память 1000-летия Казани» (30 июня 2005)
- Медаль «В память 300-летия Санкт-Петербурга» (19 февраля 2003)
- Медаль Минобороны России «За укрепление боевого содружества»
- Медаль Минобороны России «Участнику военной операции в Сирии»
- Медаль Минобороны России «За возвращение Крыма»
- Медаль МЧС России «За содружество во имя спасения»
- Медаль «За доблестный труд»
- Почётная Грамота Правительства Российской Федерации — за большой вклад в обеспечении деятельности Правительства Российской Федерации